# アレッサンドロ・ザナルディ
アレッサンドロ・"アレックス"・レオーネ・ザナルディ（Alessandro "Alex" Leone Zanardi, 1966年10月23日 - ）は、イタリア・ボローニャ出身のレーシングドライバー、ハンドサイクル選手。通称として、特にアメリカでは「アレックス・ザナルディ」と呼ばれている。
1991年から1994年、1999年にF1世界選手権に参戦したほか、CARTで2度シリーズチャンピオンに輝いた。また2012年のロンドンパラリンピックのハンドサイクル・タイムトライアル、ハンドサイクル・ロードレースで金メダルを獲得した。
2020年6月19日、トスカーナ州でのチャリティ・ハンドサイクルレースに出場中、大型トラックと正面衝突する交通事故に遭い、搬送された病院で脳神経外科手術と顎顔面外科手術を受け、その後医療的に昏睡状態に置かれた。2021年1月に意識を取り戻し、同年12月からは自宅に戻って専門家と家族によりリハビリテーションがフォローされている。

## 経歴

### 幼少期
イタリアのボローニャで配管工の父ディーノと、裁縫技術者の母アンナの間に生まれる。4歳のころにエミリアの州都ボローニャから数キロ郊外にあるカステル・マッジョーレに転居し、そこでザナルディはF1のテレビ中継に熱中しながら育った。2歳上の姉クリスティーナがおり有望な水泳選手だったが、1979年にボーイフレンドの車で自動車事故に遭い亡くなった。

### カート
ザナルディは1980年に13歳でカートレースを始めた。その最初のカートは父がごみ置き場から持ってきた車輪と、仕事場にあった金属パイプで手作りしたものだった。カートで長いキャリアを持ち、1982年からはイタリア全国選手権に参戦した。彼の運転スタイルはその常に限界で走りを管理する能力の高さから「パリジャン」というあだ名がつけられた。父は大きなサポートでカート転戦をコーチ、支援していたが、父制作のフレームではカートフレームメーカーのワークスと戦うには限界があった。全国ランキングは3位だったが、その走りを見ていたカート用タイヤ製造メーカーのオーナーの目に留まり、100ccスーパーカテゴリーへの昇格と国際レベルのカートレース参戦を支援するスポンサーシップを保証してくれた。学校では測量士として生きていけるよう資格を取った。
1985年から2年連続でイタリア・カート選手権100ccクラスチャンピオンを獲得、1987年のFIA世界カート選手権制覇など多くのタイトルを獲得。
ミハエル・シューマッハとはヨーロッパ選手権カテゴリーで戦った。ここではマッシミリアーノ・オルシーニも強力なライバルであり、1987年のヨーテボリではカート選手権の歴史に残るエピソードが起きた。ザナルディはオルシーニと長い激闘の末最終ラップに入った。最終ラップでトップを走行していたザナルディはオルシーニに追突され、オルシーニはリタイアした。ザナルディはゴールラインまでカートを押してゴールしようとしたが、オルシーニの父親がトラック内に侵入しザナルディの前進を阻止した。この間に3位だったミハエル・シューマッハが通り抜けていき、100ccカテゴリーのヨーロッパチャンピオンを奪っていった。
カート時代からの友人にマッシミリアーノ・パピスがおり、パピスは事業で成功した父と共にカートレースを転戦していたが、ザナルディの走りを見てその才能に惚れ込んだパピスの父がフォーミュラ3にステップアップする際の費用を半分面倒を見てくれると名乗り出た。

### フォーミュラ3
パピスの父による協賛のおかげもあり、1988年に21歳でイタリアF3選手権にステップアップし、四輪レースデビュー。1989年は燃料が無鉛燃料に切り替えられた年だったが、ポールポジションと2度の表彰台を獲得しランキング7位と順応していき、同年の国際F3000選手権へのスポット参戦も経験する。1990年にロベルト・コルチアゴとチャンピオン争いをし、シーズン2勝を挙げるも3ポイント差で届かずランキング2位となった。同年5月のモナコグランプリ前座のインターF3カップではポールポジションを獲得した。同年は1996年に結婚することになるダニエラと出会った年でもあった。

### フォーミュラ3000
1991年、翌年からのF1参戦計画を持っていたイル・バローネ・ランパンテと契約し、国際F3000選手権へフル参戦。開幕戦でF3000初優勝を挙げ、第2戦のリタイヤを挟んで第3戦ヘレスで2位、第4戦ムジェロで2勝目とポイントリーダーとしてシリーズをリード、クリスチャン・フィッティパルディとチャンピオン争いを展開し注目を浴びることとなった。

### F1第1期

#### 1991年の交渉
1991年初夏より、同年の国際F3000での活躍によりF1チームからオファーも届き始め、同年8月末にはフットワークからポールリカール・テストに招かれポルシェV12からフォード・DFRエンジンに乗せ換えたばかりでデータ収集を急務としていたFA12Cでテストドライブ100周以上を担当。9月のF1イタリアグランプリでは、新人ミハエル・シューマッハの引き抜きを画策したベネトンがロベルト・モレノとの契約を急遽解除したのに関連して、エディ・ジョーダンとモレノが訴訟を起こし移籍差し止めに動いたため、シューマッハのベネトン加入がスムーズに進展しなかった場合の候補として、またモレノへの処遇に怒ったベネトンの同僚ネルソン・ピケが不満をあらわにし、イタリア入りの予定を大幅に遅らせサーキットに現れなかったため、ピケがボイコットする可能性を案じたベネトン側からザナルディに急遽代役の準備を打診。モンツァ・サーキット入りしベネトン・B191に乗るスタンバイをしたという件もあった。結局ピケが姿を現したことでベネトンにはこの時乗らなかったが、イタリアGPでのジョーダンの空席がモレノに決まる前にはすでにジョーダンとザナルディは仮契約を結んでいた。

#### ジョーダン
1991年
第12戦イタリアGP前の騒動を経て、第14戦スペインGPにてジョーダンからF1デビューし、最終戦オーストラリアGPまでの3戦をドライブ。チームへの参加は第13戦ポルトガルGPを迎える前に決定していたが、日程が折り合わず、スペインGPがデビュー戦になったという経緯がある。この件には前述のベネトンによるシューマッハ引き抜き騒動の余波があり、シューマッハのシートを確保するため一方的に解雇したロベルト・モレノをジョーダンに最低でも2戦参戦させる(解雇に不服を示したモレノとベネトンとの裁判の結果及びバーニー・エクレストンの和解案よる条件)ため、フラビオ・ブリアトーレが圧力をかけ、契約を先送りさせたという事情がある。
この年のジョーダンは、中盤からの連続入賞や第11戦ベルギーGPにおけるアンドレア・デ・チェザリスの一時2位走行など、新規参戦チームながら活躍を見せ注目を浴びていた。しかしザナルディが参戦した時点では、フォード・コスワース・HBエンジンの高額な使用料などで資金難に陥り夏までの勢いを欠いており、入賞を記録することは出来なかったが、豪雨で打ち切りとなった最終戦オーストラリアGPでは一時入賞圏内の5位まで浮上する走りで片鱗を見せた（9位2回、リタイヤ1回）。
シーズンオフにはジョーダンのシャシーにヤマハ・OX99エンジンを積んだ191Yのテスト走行を担当した。

#### ミナルディ
1992年
この年の2月に発表されたエントリーリストでザナルディはティレルからエントリーされていたが、開幕戦直前で約4億円のスポンサー資金を持ち込んだデ・チェザリスにティレルのシートを奪われたため、ベネトンのテストドライバーとしてB192の新パーツテストなどを担当した。
7月のフランスGPでクラッシュし首を負傷したクリスチャン・フィッティパルディの代役として、第9戦イギリスGPから第11戦ハンガリーGPの3戦に、ミナルディから参戦。しかし、ミナルディ・M192はマシンバランスが悪く、チーム全体が苦戦。ハンガリーGPでは、ジャンニ・モルビデリとザナルディの2台揃って予選落ちであった。代役参戦した3戦では予選落ち2度にリタイア1度と結果を残せなかった。

#### ロータス
1993年

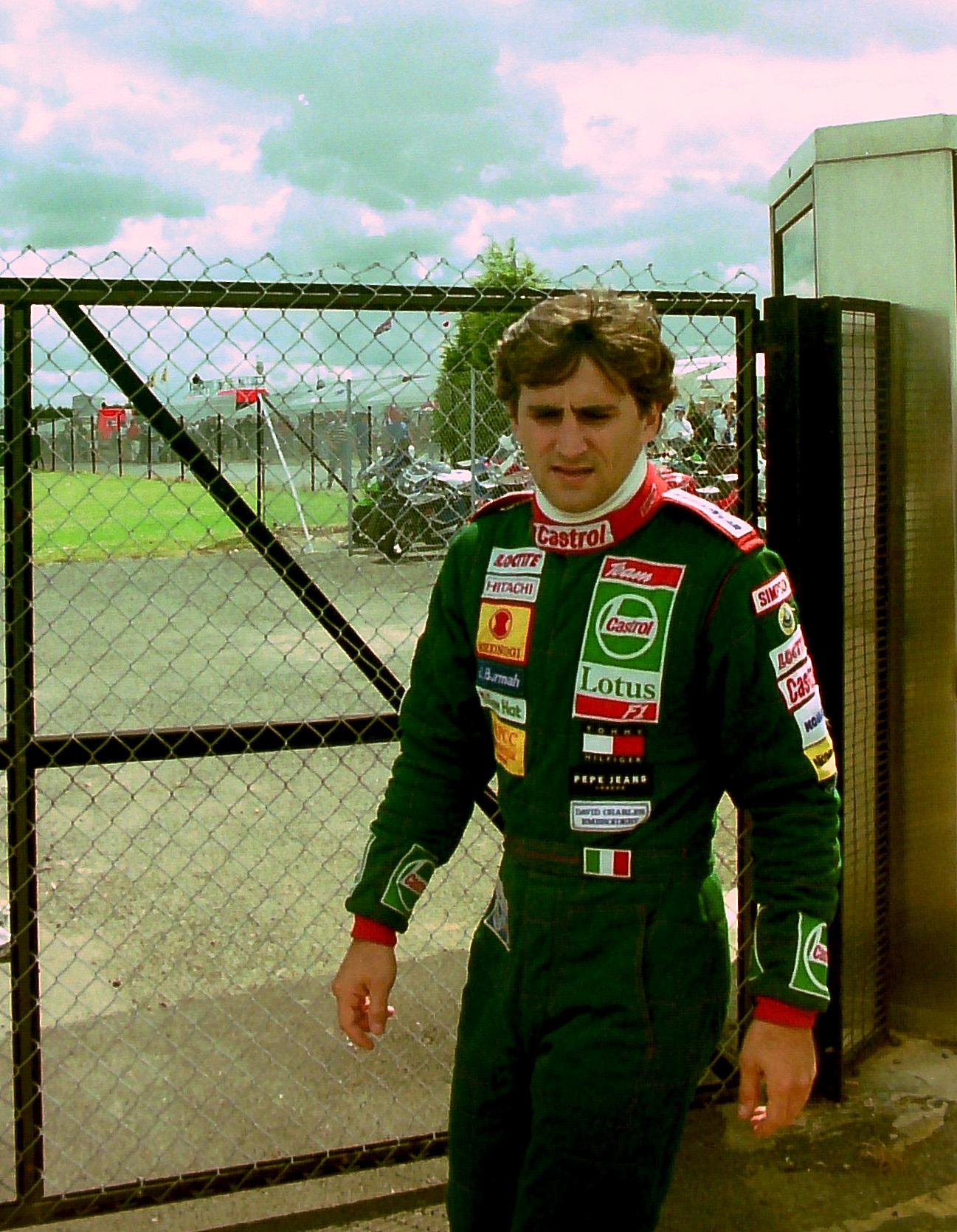
ロータス時代（1993年）

開幕直前にマクラーレンへの移籍が急遽決まったミカ・ハッキネンの後任が必要となったピーター・コリンズからのオファーを受け、チーム・ロータスのレギュラードライバーとして契約。ジョニー・ハーバートとコンビを組んだ。第2戦ブラジルGPで6位に入り、F1での最初で最後となる入賞・1ポイントを記録。その後も時折上位に顔を出す一方で、第4戦サンマリノGPでは炎を挙げたまま、第5戦スペインGPでは白煙を挙げたままの走行を続けるなど、物議を醸す場面もあった。
中盤以降はチームの資金不足が表面化し満足な開発テストが出来ず、107Bのアクティブサスペンションもチームにとって足かせとなりリタイヤが多発。ザナルディは第12戦ベルギーGPのフリー走行において、オー・ルージュで大クラッシュを起こしマシンが大破。自力でマシンから脱出することが出来ず体が受けたGも大きかったため、次戦よりポルトガルのスポンサー資金を持ち込みサードドライバー契約を結んだ直後だったペドロ・ラミーにシートを譲り、シーズン途中で戦線離脱する。
1994年
当初はテスト・リザーブドライバーとしてロータスと契約。しかし前年9月からザナルディに代わってステアリングを握っていたラミーが、シルバーストンでのテスト中に大きなクラッシュに遭い負傷した為、第5戦スペインGPより正規ドライバーに繰り上がることとなった。
しかしロータスは前年よりさらに資金的に苦しく、ニューマシン109の完成も遅れに遅れていたため旧型となった107Cでの参戦が続くなど、予選では20位台の下位に沈んだ。この年後半より搭載する無限ホンダV10エンジンはパワーを発生していたが、軽量化された最新スペックのMF351HDは当初1基しか無かったためにロータスのエースであるハーバート車にのみ先に搭載されるなどザナルディはマシン性能的にも恵まれてはいなかったが、戦闘力の低いマシンの限界をさらに引き出そうとする様なアグレッシブな走りはクラッシュと紙一重で、結果として「壊し屋」の異名も取った。最高位はスペインGPでの9位と入賞は記録出来ず、この年をもって活動資金が尽きた名門・ロータスは破産し活動を停止。ザナルディはF1シートを失った。

### CART

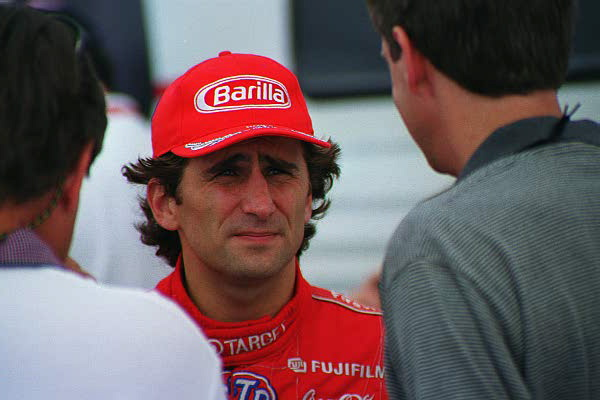
CART時代（1998年）

活躍の場をアメリカ大陸に求め、1996年からチップ・ガナッシ・ホンダと契約しCARTシリーズに参戦、開幕からトップ争いを繰り広げる。参戦初年度より6PP・3勝を記録し、ランキング3位を獲得。特に最終戦ラグナ・セカのファイナル・ラップで見せた、前代未聞のショートカットオーバーテイク("The pass")は注目を浴びた。この頃、ザナルディに目をつけたのが北米進出を目論むバリッラだった。自らもレーシングドライバーだったパオロ・バリッラを役員に持つこのイタリアのパスタメーカーがザナルディのパーソナルスポンサーにつくことになり、彼のヘルメットとキャップにバリッラのロゴが入るようになった（2012年現在もスポンサーを続けている）。同年は長く交際していたダニエラと入籍。
その後1997年には5勝、1998年には7勝を挙げ、圧倒的な強さで2年連続チャンピオン獲得。アクシデントで大きく出遅れても、特殊なピット戦略を使うこともなく、コース上で挽回しあっさり優勝してしまう強さは専門誌をして「意味不明」と評された。また、勝利した時にメインスタンド前で見せるドーナツターンは名物となり、ピットクルーはザナルディの勝利の時にはメンバー全員が手にドーナツを持ち歓声を上げるようになった。この1998年は長男が誕生した。

### F1第2期

#### ウィリアムズ
1999年

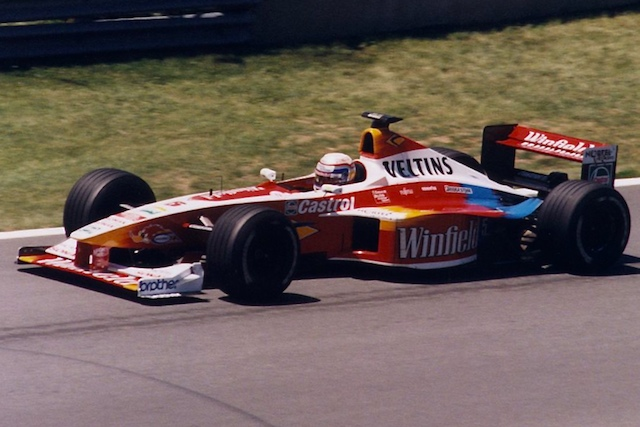
ウィリアムズ時代（1999年カナダグランプリ）

CARTでの活躍が評価され、1999年にはウィリアムズと2年契約を結び、5年ぶりにF1にカムバック。全戦に出走し結果的に唯一のフル参戦となった。トップチームからの参戦で期待されたが、シーズンが始まると予選で二桁グリッドに沈むことが多く、決勝でもポイント圏外を走行した後、気がつけばストップしているパターンが目立った。第9戦オーストリアGPでは、給油の周を間違えてピットインし損ね、そのままガス欠でリタイヤというミスも犯している。
それでも、母国である第13戦イタリアGPでは、予選で自身ベストとなる4位グリッドを獲得し、決勝でもスタートを決め一時2位を走行。しかしペースが上がらずに後退してゆき、最終的には入賞圏外の7位に終わった。結局この年はこれがハイライトとなり、一度も入賞出来ずに終わった。リタイヤも16戦中10度を記録し、チームと合意の元で契約を解除した。ラストレースとなった最終戦日本GPでは、電気系トラブルで1周も消化出来なかった。
ウィリアムズは丁度低迷期でもあったが、11度の入賞（うち3度の表彰台）を記録した同僚ラルフ・シューマッハとは、対照的な結果しか残せなかった。この時期急激にハイテク化とトータルパッケージ化が進んだF1に、全く馴染めなかった為とされている。特にグルーブドタイヤとカーボンブレーキのフィーリングに苦しみ、後半ではCARTでも使われるスチールブレーキに変更したが、重量過多となりマシンバランスが悪化すると言う悪循環を引き起こしていた。

### CART復帰
1年間の休養を挟み、2001年はモー・ナン・レーシングからに再びCARTに復帰したが上位争いに絡むことはできず、最高位は第9戦トロントでの4位と、かつての栄光とはかけ離れた結果が続いていた。だが9月15日、ドイツ・ラウジッツリンクで行われた第16戦においては、序盤からトップを走行。久々の優勝が目前となっていた。
しかし残りも16周となった際、ピットアウト直後のピットロード出口でスピンしコースに飛び出した。ザナルディは立て直しを図るもマシンが左を向いた瞬間、モノコック側面に後続のアレックス・タグリアーニのマシンが時速約200マイル（時速約320キロ）で突っ込み2台は大破。特にザナルディのマシンの損傷は激しく、モノコック前部が完全に失われた。この事故でザナルディは両足の大動脈が破裂、身体の70％もの血液が流出し、出血多量によりザナルディは生命の危険にさらされたが、最終的に一命を取り留めたものの、両足を膝上で切断することとなった。

### 事故後、WTCC
しかし両足切断という状態となっても、レースに対する情熱は衰えず、現役を続行した。事故から20ヶ月後の2003年5月11日には、事故のあったラウジッツリンクで手でアクセル操作ができる特別仕様のマシンに乗り込み、事故のため走りきることが出来なかった残り17周を走り切った。周囲からは「無理することなく走り切れ」と言われたが、本番になると実際のレースさながらの速さを披露。当時の5位に相当するタイムで走行した。
2003年からはレース界に本格復帰、ツーリングカー選手権で活躍。

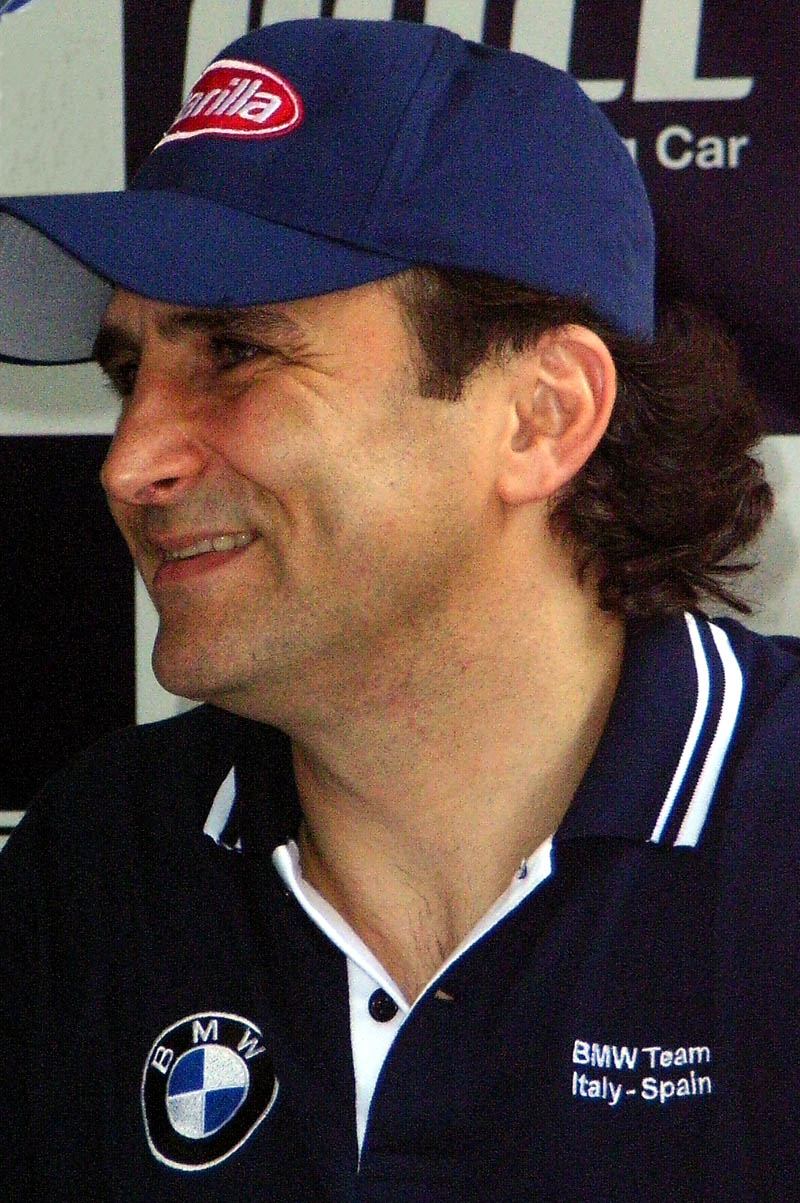
WTCC - BMW時代（2007年）

2005年シーズンからは世界ツーリングカー選手権（WTCC）にBMWから参戦。2005年8月のWTCC第7ラウンド RACE2（第14戦）において優勝。また、2006年7月2日の第5ラウンド RACE2（第10戦）ではクラッシュ続発の大荒れのレースの中、3位に入賞を果たす。ザナルディに対し、2005年には第6回ローレウス世界スポーツ賞年間最優秀復帰選手賞が贈られた。
2006年11月23-26日にかけて、スペイン・バレンシア・サーキットにて、WTCCで所属するBMWの計らいにより義足でもステアリング裏のパドルでアクセルコントロールができる特別仕様のF1マシンBMWザウバー 06が準備され、12周走行。1分21秒63のラップタイムを記録した。

### ハンドサイクリング転向
2009年限りでWTCCを引退、数年前から並行して取り組んでいたハンドサイクルに2012年のロンドンパラリンピック出場と、メダル獲得を目指して本格的に転向した。
2007年には既にニューヨークシティマラソンで4位に入っているが、2009年の9月にはローマで行われたパラサイクル世界選手権のロードに出場、ハンドサイクルのタイムトライアル部門で優勝したオズ・サンチェス（北京パラリンピック同種目金メダリスト）にわずか4.5秒差の15位と健闘を見せた。
2010年3月21日にはローママラソンのハンドサイクリング部門で優勝を飾っている。

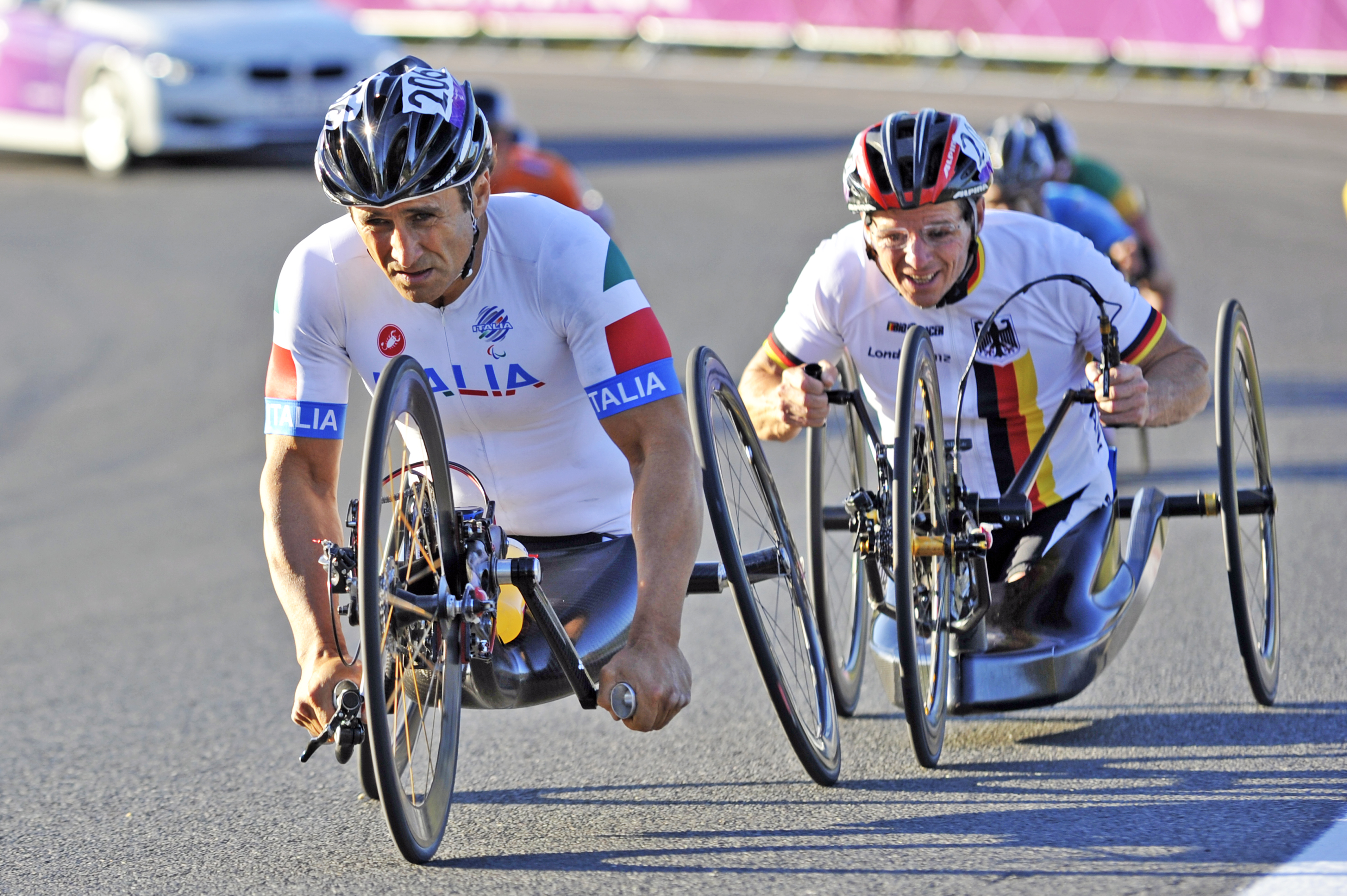
ロンドンパラリンピック。左手前がザナルディ（2012年）

2012年3月14日、同年開催のロンドンパラリンピックイタリア代表に選ばれ、かつてカーレースで走った事のあるブランズ・ハッチサーキットで行われた、16kmのH4ハンドサイクル・タイムトライアル、ハンドサイクル・ロードレースの2種目で金メダル、ハンドサイクル・チームリレーで銀メダルを獲得した。
2016年9月14日、リオデジャネイロパラリンピックのH5タイムトライアルで金メダルを獲得した。

#### 2020年の事故
2020年6月19日、イタリア・トスカーナ州ピエンツァの州道146号線でチャリティ・ハンドサイクルレースに参加中、トラックと衝突事故を起こし重体に陥った。シエナ・スコッテ総合病院で集中治療を受け、薬理学的昏睡状態に置かれた。頭部に重傷を負ったため複数回の神経外科と顎顔面回復再生手術を受け、7月末にレッコの専門センターに移送された。いくつかの合併症があったため、ミラノのサン・ラッファーレ病院の集中治療室に移送された。
2020年11月、「身体的および神経学的状態はおおむね安定している状態」に達したため、パドヴァ病院に移され、2021年1月に意識を取り戻した。2021年12月に退院しザナルディは自宅に戻った。その後プライバシーは保たれ、専門家と家族のサポートの元リハビリを開始。ダニエラ夫人が「彼の真のファイターであることはみなさん知っていると思います。彼の不屈のネバーギブアップの心で、さらに回復を目指していきます。」とコメントを表明した。

## レース戦績

### 略歴
| 年   | シリーズ                                                     | チーム                                                 | レース | 勝利 | PP | FL | 表彰台 | ポイント | 順位 |
| ---- | ------------------------------------------------------------ | ------------------------------------------------------ | ------ | ---- | -- | -- | ------ | -------- | ---- |
| 1988 | イタリア・フォーミュラ3                                      | コペルキーニ                                           | 9      | 0    | 0  | 0  | 0      | 2        | 16位 |
| 1989 | イタリア・フォーミュラ3                                      | エッレ・スリー・レーシング                             | 11     | 0    | 2  | 1  | 2      | 13       | 7位  |
| 1989 | ヨーロピアン・フォーミュラ3・カップ（英語版）                | エッレ・スリー・レーシング                             | 1      | 0    | 0  | 0  | 0      | N/A      | 7位  |
| 1989 | マカオグランプリ                                             | フェデラル・エクスプレス・インタースポーツ・レーシング | 1      | 0    | 0  | 0  | 0      | N/A      | DNF  |
| 1989 | 国際フォーミュラ3000                                         | オートモーティヴ・BVM                                  | 1      | 0    | 0  | 0  | 0      | 0        | NC   |
| 1990 | イタリア・フォーミュラ3                                      | RC・モータースポーツ（英語版）                         | 11     | 2    | 1  | ?  | 4      | 35       | 2位  |
| 1990 | ヨーロピアン・フォーミュラ3・カップ                          | RC・モータースポーツ（英語版）                         | 1      | 1    | 0  | 0  | 1      | N/A      | 1位  |
| 1990 | マカオグランプリ                                             | RC・モータースポーツ（英語版）                         | 1      | 0    | 0  | 0  | 0      | N/A      | 7位  |
| 1991 | 国際フォーミュラ3000                                         | イル・バローネ・ランパンテ（英語版）                   | 10     | 2    | 3  | 3  | 6      | 42       | 2位  |
| 1991 | フォーミュラ1                                                | チーム・セヴンアップ・ジョーダン                       | 3      | 0    | 0  | 0  | 0      | 0        | NC   |
| 1992 | イタリアン・スーパーツーリスモ・チャンピオンシップ（英語版） | ジョリー・クラブ（英語版）                             | 1      | 0    | 0  | 0  | 0      | 6        | 24位 |
| 1992 | フォーミュラ1                                                | ミナルディ・チーム                                     | 1      | 0    | 0  | 0  | 0      | 0        | NC   |
| 1992 | ポルシェ・カレラカップ・ドイツ（英語版）                     | ポルシェ・AG                                           | 1      | 0    | 0  | 0  | 0      | 0        | NC   |
| 1993 | フォーミュラ1                                                | チーム・ロータス                                       | 11     | 0    | 0  | 0  | 0      | 1        | 20位 |
| 1994 | フォーミュラ1                                                | チーム・ロータス                                       | 10     | 0    | 0  | 0  | 0      | 0        | NC   |
| 1995 | BPR・グローバル・GTシリーズ                                  | ロータス・GT・チーム                                   | 2      | 0    | 0  | 0  | 0      | 28       | 63位 |
| 1996 | PPG・インディーカー・ワールド・シリーズ                      | ターゲット・ガナッシ・レーシング                       | 16     | 3    | 6  | 6  | 6      | 132      | 3位  |
| 1997 | CART・PPG・ワールド・シリーズ                                | ターゲット・チップ・ガナッシ                           | 16     | 5    | 4  | 6  | 7      | 195      | 1位  |
| 1997 | インターナショナル・レース・オブ・チャンピオンズ             | -                                                      | 4      | 0    | 3  | 0  | 0      | 17       | 12位 |
| 1998 | CART・フェデックス・チャンピオンシップ・シリーズ             | チップ・ガナッシ・レーシング                           | 19     | 7    | 0  | 5  | 15     | 285      | 1位  |
| 1999 | フォーミュラ1                                                | ウィンフィールド（英語版）・ウィリアムズ               | 16     | 0    | 0  | 0  | 0      | 0        | NC   |
| 2001 | CART・フェデックス・チャンピオンシップ・シリーズ             | モー・ナン・レーシング（英語版）                       | 15     | 0    | 0  | 1  | 0      | 24       | 23位 |
| 2003 | ヨーロピアン・ツーリングカー選手権                           | BMW・チーム・イタリア-スペイン（英語版）               | 2      | 0    | 0  | 0  | 0      | 0        | NC†  |
| 2004 | ヨーロピアン・ツーリングカー選手権                           | BMW・チーム・イタリア-スペイン（英語版）               | 17     | 0    | 0  | 0  | 0      | 8        | 14位 |
| 2005 | 世界ツーリングカー選手権                                     | BMW・チーム・イタリア-スペイン（英語版）               | 17     | 1    | 0  | 0  | 2      | 36       | 10位 |
| 2005 | イタリアン・スーパーツーリスモ・チャンピオンシップ           | BMW・チーム・イタリア                                  | 10     | 8    | 3  | 6  | 9      | 91       | 1位  |
| 2005 | ヨーロピアン・ツーリングカー・カップ（英語版）               | BMW・チーム・イタリア-スペイン                         | 2      | 1    | 1  | 0  | 1      | 12       | 3位  |
| 2006 | 世界ツーリングカー選手権                                     | BMW・チーム・イタリア-スペイン                         | 20     | 1    | 0  | 1  | 3      | 26       | 11位 |
| 2006 | イタリアン・スーパーツーリスモ・チャンピオンシップ           | BMW・チーム・イタリア-スペイン                         | 4      | 4    | 4  | 1  | 4      | 46       | 5位  |
| 2006 | ヨーロピアン・ツーリングカー・カップ                         | BMW・チーム・イタリア-スペイン                         | 2      | 0    | 1  | 0  | 0      | 5        | 7位  |
| 2007 | ヨーロピアン・ツーリングカー選手権                           | BMW・チーム・イタリア-スペイン                         | 21     | 0    | 0  | 2  | 1      | 14       | 15位 |
| 2008 | ヨーロピアン・ツーリングカー選手権                           | BMW・チーム・イタリア-スペイン                         | 24     | 1    | 1  | 1  | 3      | 36       | 13位 |
| 2009 | ヨーロピアン・ツーリングカー選手権                           | BMW・チーム・イタリア-スペイン                         | 23     | 1    | 0  | 0  | 1      | 31       | 12位 |
| 2014 | ブランパンGT・スプリント・シリーズ                           | ROAL・モータースポーツ（英語版）                       | 11     | 0    | 0  | 0  | 0      | 12       | 19位 |
| 2015 | ブランパンGT・スプリント・シリーズ                           | ROAL・モータースポーツ（英語版）                       | 2      | 0    | 0  | 0  | 0      | 4        | 25位 |
| 2016 | イタリア・GT選手権（英語版）                                 | BMW・チーム・イタリア（英語版）                        | 2      | 1    | 0  | 0  | 1      | 25       | 17位 |
| 2018 | ドイツ・ツーリングカー選手権                                 | BMW・チーム・RMR（英語版）                             | 2      | 0    | 0  | 0  | 0      | 0        | NC†  |
| 2019 | ウェザーテック・スポーツカー選手権                           | BMW・チーム・RLL                                       | 1      | 0    | 0  | 0  | 0      | 22       | 24位 |
| 2019 | イタリア・GT選手権                                           | BMW・チーム・イタリア                                  | 1      | 0    | 0  | 0  | 0      | 0        | NC   |

- † : ゲストドライバーとしての出走であるため、ポイントは加算されない。

### 国際フォーミュラ3000
| 年     | エントラント               | シャーシ       | エンジン    | 1     | 2       | 3     | 4     | 5       | 6       | 7     | 8     | 9       | 10     | DC  | ポイント |
| ------ | -------------------------- | -------------- | ----------- | ----- | ------- | ----- | ----- | ------- | ------- | ----- | ----- | ------- | ------ | --- | -------- |
| 1989年 | オートモーティヴ・BVM      | レイナード 89D | ジャッド    | SIL   | VLL     | PAU   | JER   | PER     | BRH     | BIR   | SPA   | BUG     | DIJ 16 | NC  | 0        |
| 1991年 | イル・バローネ・ランパンテ | レイナード 91D | 無限・MF308 | VLL 1 | PAU Ret | JER 2 | MUG 1 | PER Ret | HOC Ret | BRH 2 | SPA 2 | BUG Ret | NOG 2  | 2位 | 42       |

- 太字はポールポジション、斜字はファステストラップ。(key)

### フォーミュラ1
| 年     | エントラント | シャーシ | エンジン                     | 1       | 2       | 3       | 4       | 5       | 6       | 7       | 8       | 9       | 10      | 11      | 12      | 13    | 14      | 15      | 16      | WDC  | ポイント |
| ------ | ------------ | -------- | ---------------------------- | ------- | ------- | ------- | ------- | ------- | ------- | ------- | ------- | ------- | ------- | ------- | ------- | ----- | ------- | ------- | ------- | ---- | -------- |
| 1991年 | ジョーダン   | 191      | フォード HBA4 3.5 V8         | USA     | BRA     | SMR     | MON     | CAN     | MEX     | FRA     | GBR     | GER     | HUN     | BEL     | ITA     | POR   | ESP 9   | JPN Ret | AUS 9   | NC   | 0        |
| 1992年 | ミナルディ   | M192     | ランボルギーニ 3512 3.5 V12  | RSA     | MEX     | BRA     | ESP     | SMR     | MON     | CAN     | FRA     | GBR DNQ | GER Ret | HUN DNQ | BEL     | ITA   | POR     | JPN     | AUS     | NC   | 0        |
| 1993年 | ロータス     | 107B     | フォード HBD6 3.5 V8         | RSA Ret | BRA 6   | EUR 8   | SMR Ret | ESP 14† | MON 7   | CAN 11  | FRA Ret | GBR Ret | GER Ret | HUN Ret | BEL DNQ | ITA   | POR     | JPN     | AUS     | 20位 | 1        |
| 1994年 | ロータス     | 107C     | 無限ホンダ MF-351 HC 3.5 V10 | BRA     | PAC     | SMR     | MON     | ESP 9   | CAN 15  |         |         |         |         |         |         |       |         |         |         | NC   | 0        |
| 1994年 | ロータス     | 109      | 無限ホンダ MF-351 HC 3.5 V10 |         |         |         |         |         |         | FRA Ret | GBR Ret | GER Ret | HUN 13  | BEL     | ITA Ret | POR   | EUR 16  | JPN 13  | AUS Ret | NC   | 0        |
| 1999年 | ウィリアムズ | FW21     | スーパーテック FB01 3.0 V10  | AUS Ret | BRA Ret | SMR 11† | MON 8   | ESP Ret | CAN Ret | FRA Ret | GBR 11  | AUT Ret | GER Ret | HUN Ret | BEL 8   | ITA 7 | EUR Ret | MAL 10  | JPN Ret | NC   | 0        |

- 太字はポールポジション、斜字はファステストラップ。(key)
- † : リタイアだが、90%以上の距離を走行したため規定により完走扱い。

### インディーカー・ワールド・シリーズ／CART
| 年     | チーム                           | シャシー        | エンジン     | 1      | 2      | 3      | 4      | 5      | 6      | 7      | 8      | 9      | 10     | 11    | 12     | 13     | 14     | 15     | 16    | 17      | 18    | 19    | 20  | ランク | ポイント |
| ------ | -------------------------------- | --------------- | ------------ | ------ | ------ | ------ | ------ | ------ | ------ | ------ | ------ | ------ | ------ | ----- | ------ | ------ | ------ | ------ | ----- | ------- | ----- | ----- | --- | ------ | -------- |
| 1996年 | ターゲット・ガナッシ・レーシング | レイナード・96i | ホンダ・HRH  | MIA 24 | RIO 4  | SRF 21 | LBH 24 | NAZ 13 | MCH 17 | MIL 13 | DET 11 | POR 1  | CLE 2  | TOR 2 | MCH 21 | MDO 1  | ROA 3  | VAN 26 | LAG 1 |         |       |       |     | 3位    | 132      |
| 1997年 | ターゲット・チップ・ガナッシ     | レイナード・97i | ホンダ・HRR  | MIA 7  | SRF 4  | LBH 1  | NAZ 11 | RIO 4  | GAT 4  | MIL 13 | DET 26 | POR 11 | CLE 1  | TOR 2 | MCH 1  | MDO 1  | ROA 1  | VAN 4  | LAG 3 | FON DNS |       |       |     | 1位    | 195      |
| 1998年 | チップ・ガナッシ・レーシング     | レイナード・98i | ホンダ・HRK  | MIA 3  | MOT 23 | LBH 1  | NAZ 2  | RIO 2  | GAT 1  | MIL 8  | DET 1  | POR 1  | CLE 1  | TOR 1 | MCH 3  | MDO 12 | ROA 2  | VAN 4  | LAG 2 | HOU 2   | SRF 1 | FON 3 |     | 1位    | 285      |
| 2001年 | モー・ナン・レーシング           | レイナード・01i | ホンダ・HR-1 | MTY 24 | LBH 26 | NZR 20 | MOT 7  | MIL 11 | DET 24 | POR 26 | CLE 13 | TOR 4  | MCH 20 | CHI 9 | MDO 19 | ROA 13 | VAN 24 | LAU 20 | ROC   | HOU     | LAG   | SRF   | FON | 23位   | 24       |

- 太字はポールポジション、斜字はファステストラップ。(key)

### インターナショナル・レース・オブ・チャンピオンズ
| 年     | 製造           | 1      | 2      | 3      | 4      | 順位 | ポイント |
| ------ | -------------- | ------ | ------ | ------ | ------ | ---- | -------- |
| 1997年 | ポンティアック | DAY 10 | CLT 12 | CAL 12 | MCH 12 | 12位 | 17       |

- 太字はポールポジション、斜字はファステストラップ。(key)

### 世界ツーリングカー選手権
| 年     | チーム                         | 車両       | 1        | 2        | 3        | 4         | 5         | 6         | 7         | 8        | 9        | 10        | 11       | 12        | 13       | 14       | 15        | 16       | 17       | 18        | 19       | 20      | 21       | 22        | 23       | 24      | DC   | ポイント |
| ------ | ------------------------------ | ---------- | -------- | -------- | -------- | --------- | --------- | --------- | --------- | -------- | -------- | --------- | -------- | --------- | -------- | -------- | --------- | -------- | -------- | --------- | -------- | ------- | -------- | --------- | -------- | ------- | ---- | -------- |
| 2005年 | BMW・チーム・イタリア-スペイン | BMW・320i  | ITA 1 10 | ITA 2 7  | FRA 1 15 | FRA 2 25  | GBR 1 23  | GBR 2 DNS | SMR 1 8   | SMR 2 6  | MEX 1 13 | MEX 2 Ret | BEL 1 WD | BEL 2 WD  | GER 1 8  | GER 2 1  | TUR 1 6   | TUR 2 3  | ESP 1 8  | ESP 2 5   | MAC 1 13 | MAC 2 4 |          |           |          |         | 10位 | 36       |
| 2006年 | BMW・チーム・イタリア-スペイン | BMW・320si | ITA 1 7  | ITA 2 23 | FRA 1 14 | FRA 2 Ret | GBR 1 10  | GBR 2 9   | GER 1 24  | GER 2 13 | BRA 1 10 | BRA 2 3   | MEX 1 17 | MEX 2 Ret | CZE 1 2  | CZE 2 22 | TUR 1     | TUR 2 9  | ESP 1 15 | ESP 2 17  | MAC 1 23 | MAC 2 9 |          |           |          |         | 11位 | 26       |
| 2007年 | BMW・チーム・イタリア-スペイン | BMW・320si | BRA 1 7  | BRA 2 6  | NED 1 12 | NED 2 11  | ESP 1 Ret | ESP 2 DNS | FRA 1 Ret | FRA 2 9  | CZE 1 3  | CZE 2 20  | POR 1 16 | POR 2 15  | SWE 1 20 | SWE 2 15 | GER 1 Ret | GER 2 15 | GBR 1 15 | GBR 2 Ret | ITA 1 13 | ITA 2 6 | MAC 1 10 | MAC 2 Ret |          |         | 15位 | 14       |
| 2008年 | BMW・チーム・イタリア-スペイン | BMW・320si | BRA 1 15 | BRA 2 11 | MEX 1 15 | MEX 2 11  | ESP 1 12  | ESP 2 18  | FRA 1 12  | FRA 2 11 | CZE 1    | CZE 2     | POR 1 20 | POR 2 13  | GBR 1 4  | GBR 2 3  | GER 1 12  | GER 2 19 | EUR 1 12 | EUR 2 9   | ITA 1 8  | ITA 2 7 | JPN 1 13 | JPN 2 Ret | MAC 1 23 | MAC 2 5 | 13位 | 36       |
| 2009年 | BMW・チーム・イタリア-スペイン | BMW・320si | BRA 1 10 | BRA 2 14 | MEX 1 13 | MEX 2 6   | MAR 1 Ret | MAR 2 DNS | FRA 1 NC  | FRA 2 5  | ESP 1 12 | ESP 2 5   | CZE 1    | CZE 2 Ret | POR 1 12 | POR 2 10 | GBR 1 12  | GBR 2 12 | GER 1 17 | GER 2 Ret | ITA 1 4  | ITA 2 4 | JPN 1 15 | JPN 2 17  | MAC 1 9  | MAC 2 9 | 12位 | 31       |

- 太字はポールポジション、斜字はファステストラップ。(key)

### ブランパン・スプリント・シリーズ
| 年     | チーム                 | 車両        | クラス | 1         | 2         | 3         | 4        | 5      | 6      | 7         | 8          | 9         | 10       | 11        | 12        | 13         | 14         | 順位 | ポイント |
| ------ | ---------------------- | ----------- | ------ | --------- | --------- | --------- | -------- | ------ | ------ | --------- | ---------- | --------- | -------- | --------- | --------- | ---------- | ---------- | ---- | -------- |
| 2014年 | ROAL・モータースポーツ | BMW・Z4 GT3 | Pro    | NOG QR 14 | NOG CR 13 | BRH QR 17 | BRH CR 5 | ZAN QR | ZAN CR | SVK QR 10 | SVK CR Ret | ALG QR 14 | ALG CR 9 | ZOL QR 10 | ZOL CR 13 | BAK QR Ret | BAK CR DNS | 20位 | 12       |

- 太字はポールポジション、斜字はファステストラップ。(key)

### ドイツ・ツーリングカー選手権
| 年     | チーム           | 車両        | 1     | 2     | 3     | 4     | 5     | 6     | 7     | 8     | 9     | 10    | 11    | 12    | 13       | 14      | 15    | 16    | 17    | 18    | 19    | 20    | DC  | ポイント |
| ------ | ---------------- | ----------- | ----- | ----- | ----- | ----- | ----- | ----- | ----- | ----- | ----- | ----- | ----- | ----- | -------- | ------- | ----- | ----- | ----- | ----- | ----- | ----- | --- | -------- |
| 2018年 | BMW・チーム・RMR | BMW・M4 DTM | HOC 1 | HOC 2 | LAU 1 | LAU 2 | HUN 1 | HUN 2 | NOR 1 | NOR 2 | ZAN 1 | ZAN 2 | BRH 1 | BRH 2 | MIS 1 13 | MIS 2 5 | NÜR 1 | NÜR 2 | SPL 1 | SPL 2 | HOC 1 | HOC 2 | NC† | 0†       |

- 太字はポールポジション、斜字はファステストラップ。(key)
- † : ゲストドライバーとしての出走であるため、ポイントは加算されない。

### ウェザーテック・スポーツカー選手権
| 年     | チーム           | クラス | 車両        | エンジン               | 1     | 2   | 3   | 4   | 5   | 6   | 7   | 8   | 9   | 10  | 11  | ランク | ポイント |
| ------ | ---------------- | ------ | ----------- | ---------------------- | ----- | --- | --- | --- | --- | --- | --- | --- | --- | --- | --- | ------ | -------- |
| 2019年 | BMW・チーム・RLL | GTLM   | BMW・M8 GTE | BMW S63 4.0 L Turbo V8 | DAY 9 | SEB | LBH | MDO | WGL | MOS | LIM | ELK | VIR | LGA | PET | 24位   | 22       |

- 太字はポールポジション、斜字はファステストラップ。(key)

## エピソード
- F1では1994年まで「アレッサンドロ・ザナルディ」名義でエントリーしていたが、1999年に復帰した際にはCARTで使用していた「アレックス・ザナルディ」名義でエントリーした。
- CART参戦時、ラグナセカ・サーキットの名物コーナーであるコークスクリューは、左・右の複合コーナー（シケインに近い）中に数mの高低差がある為、まるで崖を落ちるような感覚を覚えるとされる。世界でも屈指の難度の高いそのポイントを、彼は半ばショートカットとも言える走路を通る攻略法（通称「アレックス・パス」）を見つけた。しかしこの方法は危険度が高く、他のドライバーの模倣による事故を防ぐために、翌年から全てのドライバーに対し、その攻略法の使用が禁止された。
- CARTでの優勝後のパフォーマンス「ドーナツターン」は、当初は危険行為として大会委員会から注意を受けていたが、しかしレース自体は終わっていることやファンサービスを重視するとする彼の姿勢、ファンからの要求、なにより彼の連戦連勝振りにより、次第に黙認されるようになった。チップガナッシのピットでは勝利後のためにスタッフ人数分のドーナツ（ドーナツをもってザナルディの帰還を出迎える）が用意されるようになった。
- 1993年サンマリノGP、最終コーナーでコースアウトしてリヤエンド部分を損傷。この損傷により車体後方から火が噴き上がり、まともに走れる状態ではなく、自身も他車にも観客にすら大変危険な状態となった。通常ならば即座に車を安全なエリアに停めてマーシャルらに消火を任せ、自身は速やかに車を脱出するべきであった。しかしザナルディは火を噴いた車で走行し続け、タンブレロコーナーのランオフエリアにマシンを止めた。この行為は当然ながら、危険行為であったとしてレース後に彼は批判された。ただしザナルディが危険を知りつつ走り続けたのには理由があり、それは1989年にゲルハルト・ベルガーがクラッシュした際に起きた出火を、タンブレロコーナーのマーシャルがすばやく消した事を覚えていたため、同コーナーのマーシャルのところまで行けばすぐ火を消してくれる、と思っていたからである。
- 体制の整った1978年以後の名門ウィリアムズで年間ノーポイントに終わったのは1999年のザナルディが初めてだったが、その10年後に中嶋一貴、さらに10年後にジョージ・ラッセルが年間ノーポイントに終わっている。
- パイナップルがトレードマークの一つであり、ヘルメットの後部にもシールが貼られていた。2001年の事故後、病院から車椅子で退院する際には腿上にパイナップルを乗せた姿で退院した。
- ニキ・ラウダとジェームス・ハントと戦いを描いた2013年の映画「ラッシュ/プライドと友情」では、イタリアのグランプリ中継解説者としてカメオ出演している[13]。